# Le Plessis-Gassot
Le Plessis-Gassot is een gemeente in het Franse departement Val-d'Oise (regio Île-de-France) en telt 77 inwoners (2009). De plaats maakt deel uit van het arrondissement Sarcelles.

## Geografie
De oppervlakte van Le Plessis-Gassot bedraagt 4,2 km², de bevolkingsdichtheid is dus 18,3 inwoners per km².
De onderstaande kaart toont de ligging van Le Plessis-Gassot met de belangrijkste infrastructuur en aangrenzende gemeenten.

## Demografie
Onderstaande figuur toont het verloop van het inwonertal (bron: INSEE-tellingen).